# HD 171028
HD 171028 — звезда, которая находится в созвездии Змееносец на расстоянии около 293 световых лет от нас. Вокруг звезды обращается, как минимум, одна планета.

## Характеристики
HD 171028 принадлежит к классу жёлтых карликов. Это звезда 8,31 абсолютной звёздной величины, имеющая массу, равную 99 % массы Солнца. Температура её поверхности равна около 5663 кельвин. Химический состав звезды крайне беден тяжёлыми элементами.

## Планетная система
В августе 2007 года астрономы, работающие со спектрографом HARPS, объявили об открытии планеты HD 171028 b в системе. Она представляет собой газовый гигант, имеющий массу 1,83 массы Юпитера. Планета обращается на расстоянии 1,29 а. е. от родительской звезды, совершая полный оборот за 538 суток. Открытие было совершено методом Доплера.